# 은실이 (영화)
"은실이"는 2011년 공개된 대한민국의 애니메이션 영화이다.

## 줄거리
아기가 태어났다. 지적장애 은실이가 친부도 모르는 아이를 낳고 그 자리에서 목숨을 잃는다.조용했던 시골마을은 그 아이로 인해 술렁이고 아이에 대한 안타까움도 없이 그저 상황을 피하려 한다.때마침, 오랜만에 고향인 시골마을에 내려온 인혜는 일련의 사건에 당황하고 은실이 아기의 친부를 찾아 나선다. 그러나 마을사람들은 그저 그 아이의 존재를 멀리하려 할 뿐 아무도 인혜를 도와주지 않는다. 이들이 감추고 있는 것은 무엇일까? 인혜는 은실이와 은실의 아기를 외면하는 사람들 사이에서 또 다른 불편한 시선을 느낀다.

## 성우진
- 한효정 - 인혜 역
- 황은진 - 은실 역
- 상현주 - 선미 역

## 기타
- 프로듀서: 김성철
- 음향: 서영준
- 음향부문: 김기탁
- 음향부문: 임종욱
- 음향부문: 김용주
- 음향부문: 문소연
- 음향부문: 이광우
- 음향부문: 양대호
- 음향부문: 김재경
- 마케팅부문: 정유경
- 배급부문: 정유경
- 콘티: 김선아
- 콘티: 박세희